# Günter Pollex
Günter Pollex (* 18. Juli 1952; † 9. Juli 2024) war ein deutscher Basketballnationalspieler und -trainer.

## Laufbahn
Pollex gehörte ab der Saison 1969/70 zum Kader des Bundesligisten SSV Hagen. Im August 1970 nahm er mit der bundesdeutschen Juniorennationalmannschaft an der Europameisterschaft in Athen teil und verbuchte in sieben Turniereinsätzen im Schnitt 2,6 Punkte je Begegnung. Später bestritt er auch Länderspiele für die bundesdeutsche A-Nationalmannschaft.
1971 wechselte er zu TuS Leverkusen, wo bereits sein Bruder Jochen spielte. Gemeinsam wurden die beiden 1972 mit den Rheinländern deutscher Meister. Günter Pollex erzielte im Meisterspieljahr in 23 Bundesliga-Einsätzen im Schnitt 7,5 je Begegnung. Nach einem Jahr in Leverkusen kehrte Günter Pollex ebenso wie sein Bruder nach Hagen zurück. 1974 wurden die beiden Pollex-Brüder mit dem SSV unter Trainer Jörg Trapp deutscher Meister. Günter Pollex spielte durchgehend bis 1982 für die Hagener in der Bundesliga.
Im Spieljahr 1982/83 übernahm er Traineraufgaben beim SSV, später war er Cheftrainer des TSV 1860 Hagen (1988/89 in der Basketball-Bundesliga). Hauptberuflich war Pollex in der Verwaltung der Stadt Hagen tätig, später machte er sich auch als Maler einen Namen. Pollex starb im Juli 2024.